# CR-Baureihe XK13
Die CR-Baureihe XK13 ist eine 0-6-0-Tenderlok-Baureihe der chinesischen Staatsbahn. Sie gehört zu den sogenannten Industrie-Tenderlokomotiven und ist eine von zwei Baureihen dieses Typs, die Polen Ende der 1950er/Anfang der 1960er Jahre nach China exportierte.

## Allgemeines
Die polnische Dampflokfabrik Fablok in Chrzanów lieferte von 1958 bis 1960 insgesamt 82 Lokomotiven dieser Baureihe an China, die alle mit der Mittelkupplung ausgerüstet wurden. Sie gehörten zu den 480 Maschinen der polnischen Baureihe T3A. Alle Maschinen arbeiteten ihr gesamten Einsatzleben lang in der Stahlindustrie Chinas. Nur wenige wurden bis Ende der 1980er Jahre eingesetzt. Die letzten Einsätze fanden 1990 in der Eisen- und Stahlindustrie Peking und 1991 an den Stahlwerken von Baotou statt. An den Stahlwerken beider Städte ist heute jeweils eine Museumslok als Denkmal ausgestellt. Insgesamt haben vier Lokomotiven überlebt.

## Technische Daten
Die zweizylindrige Tenderlok erreicht eine Höchstgeschwindigkeit von 40 km/h und hat ein Gesamtgewicht von 44 Tonnen. Sie fasst 3,5 Tonnen Kohle und 5 m³ Wasser.